# علی شیخ‌العراقین
علی شیخ‌العراقین، فقیه و حکیم اهل بابل  و مشروطه‌خواه ایرانی بود. او فرزند زین‌العابدین حائری مازندرانی و پدر زین‌العابدین رهنما و رضا تجدد بود. شیخ‌العراقین در سال ۱۳۴۶ هجری قمری در عراق درگذشت و در مقبره پدر خود واقع در حرم حسین بن علی دفن شد. تالیفات شیخ‌العراقین عبارتند از: رساله انصافیه (چاپ لکهنو، ۱۳۱۷ قمری) در اصول دین و فهرست جواهرالکلام (تهران، ۱۳۳۲ قمری) حمیده خانم دختر شیخ‌العراقین با پسر آخوند خراسانی که جد خانواده کفایی است ازدواج کرد.